# Санкт-Петербургская медицинская академия последипломного образования
Санкт-Петербу́ргская меди́цинская акаде́мия последипло́много образова́ния (ГОУ ДПО СПбМАПО) — в прошлом крупнейший центр последипломной подготовки медицинских специалистов на Северо-Западе РФ, а также один из ведущих лечебно-диагностических центров страны.
В его составе было 6 факультетов и 80 кафедр, 5 основных клинических площадок, 2 научно-исследовательских института.
Последний ректор — О. Г. Хурцилава (и. о.).
В 2011 году академия прекратила своё существование как один из двух вузов, в результате слияния которых был образован Северо-Западный государственный медицинский университет имени И. И. Мечникова.

## История
3 июня 1885 года с благословения семьи Романовых — Великой княгини Елены Павловны, был реализован грандиозный проект по созданию первого в России Института для усовершенствования врачей.
Идея создания Института принадлежит известным профессорам медицины XIX века — Н. И. Пирогову, Н. Ф. Здекауеру, профессору Медико-хирургической академии и первому директору Института Э. Э. Эйхвальду. Живое участие в его организации принимали высочайшие покровительницы Института — Великая княгиня Елена Павловна и её дочь, герцогиня Мекленбург-Стрелицкая Екатерина Михайловна, при которой было построено здание Института по проекту академика архитектуры Р. А. Гёдике и состоялось открытие Института в 1885 году.
Будущий Клинический институт, по замыслу первого директора Института, профессора-терапевта и личного врача Великой княгини Э. Э. Эйхвальда, должен был воплотить «идею о вольной медицинской школе, не дающей никаких прав, но свято верующей в любовь русских врачей к науке и в сознательное их отношение к священным задачам врачевания». Его строительство и последующее открытие явилось важной вехой в развитии отечественной медицинской школы.
На момент открытия в Институте были сформированы 4 подразделения (позже кафедры) — хирургии (заведующий профессор Н. Д. Монастырский), терапии (заведующий профессор Э. Э. Эйхвальд), прозекторской (заведующий профессор М. И. Афанасьев) и физиологии (заведующий профессор А. В. Пель). Были открыты терапевтическая и хирургическая клиники на 80 кроватей, амбулаторное отделение и аптека, размещавшиеся в главном здании. На территории находились хозяйственные постройки. Штат Института насчитывал более 20 человек, из них 10 человек — профессорско-преподавательский состав. Уход за больными осуществляли сёстры Крестовоздвиженской общины. Врачи, желавшие получить усовершенствование на основе новейших достижений медицинской науки, должны были сами записываться на платные и бесплатные курсы, которые читали известные профессора.
В 1894 году Клинический институт был передан в подчинение Министерству народного просвещения и до 1917 года его попечителями были сыновья герцогини Мекленбург-Стрелицкой Екатерины Михайловны — Георгий Георгиевич (до 1909 г.) и Михаил Георгиевич. По инициативе Георгия Георгиевича в 1896 году Институт получил титул Императорского.
В Императорском Клиническом институте в те годы трудились профессора Э. Э. Эйхвальд, М. И. Афанасьев, Н. В. Склифосовский, Г. Ф. Тилинг, Д. О. Отт, Н. Д. Монастырский, О. О. Мочутковский, А. К. Лимберг, Д. Л. Романовский, Н. А. Михайлов, Г. В. Хлопин и другие.
До 1917 года было открыто несколько специализированных отделений (глазное, гинекологическое, нервное, лор-отделение, урологическое, сифилитическое) — к 1915 году стало 211 больничных мест. В годы первой мировой войны в Клиническом институте были организованы курсы сестёр милосердия и развёрнут госпиталь. До революции в клиниках прошли лечение на бесплатной и платной основе более 23 тыс. больных.
После 1917 года деятельность Клинического института переходит на государственную основу, и обучение приобретает обязательный характер. В 1924 году Институт получает новое название, сохранявшееся за ним в течение всего советского периода, — Ленинградский Государственный институт для усовершенствования врачей (ЛенГИДУВ). В нём продолжали трудиться выдающиеся учёные — академик Н. Н. Петров, профессора Я. А. Ловцкий, Р. Р. Вреден и другие.
С 1925 года начинается переход от университетской (курсовой) системы организации учебного процесса к цикловому обучению. Было организовано 11 циклов, среди которых: психиатрия и нервные болезни, рентгенология, физиотерапия, гигиена и бактериология. С 1927 года вводятся выездные циклы.
В конце 1920-х годов появляются двухгодичные формы обучения — ординатура и интернатура.
В соответствии с постановлением ЦК ВКП(б) и СНК СССР «О работе высших учебных заведений и о руководстве высшей школой» (1936 г.) срок специализации врача-универсала был определён в 4 месяца, срок усовершенствования специалиста — в 3 месяца.
В 1932—1944 годах было открыто более 20 новых кафедр, среди которых — неотложной хирургии (1932 г.), нейрохирургии (1935 г.), костно-суставного туберкулёза (1937 г.), онкологии (1944 г.). В 1945 году в ГИДУВе насчитывалось 40 кафедр, 13 научных лабораторий и кабинетов.
В 1930-е годы создаются Учёный Совет (1934 г.) и первые факультеты (1936 г.): терапевтический (декан — профессор Д. М. Рутенбург), хирургический (профессор Е. И. Цукерштейн), санитарно-гигиенический (профессор Г. Д. Белоновский), в 1938 году — санитарной обороны.
Перед Великой Отечественной войной (1941 г.) в Институте работало более 700 высококвалифицированных специалистов, среди которых — 50 профессоров и 60 докторов медицинских наук.
В советское время успехи ЛенГИДУВа были отмечены высокими государственными наградами: в канун 50-летнего юбилея он был награждён орденом Ленина, ему было присвоено имя С. М. Кирова, к 100-летию со дня основания на знамени Института появилась ещё одна высокая награда страны — орден Октябрьской Революции.
В 1959 году 1-я хирургическая клиника была реорганизована в клинику торакальной хирургии и анестезиологии.
В клиниках ГИДУВа начали применяться новые методы обследования больных — эндоскопия, эхокардиография, томография, рентгеноконтрастные методы ангиографии, в неврологии — осциллография, медикаментозный сон, в хирургии — пневмомедиастинография, ангиография и другие. Расширилось применение физиотерапевтических процедур — массажа, лечебной физкультуры, электрофореза с новокаином, электростимуляции мышц и периферических нервов и другие. Были открыты кабинеты лазеротерапии и иглорефлексотерапии.
Количество коек на основной базе, уменьшившееся в 1960-е годы до 355, к середине 1980-х годов увеличилось до 415, на внешних базах — до 6 тыс. Число пролеченных больных в год составило соответственно 7 тыс. и 100 тыс. человек.
В 1986 году в ЛенГИДУВе была создана первая в СССР кафедра гериатрии.
В 1992 году в соответствии с новым законом «Об образовании» ГИДУВ успешно прошёл свою первую аттестацию. Постановлением правительства № 662-р от 16 апреля 1993 года Институт был преобразован в Академию и стал называться — Санкт-Петербургская медицинская академия последипломного образования (СПбМАПО). Был принят новый Устав. В марте 1994 года СПбМАПО впервые получила лицензию Госкомитета РФ по высшему образованию, закрепляющую за ней право на ведение образовательной деятельности в сфере послевузовского и дополнительного образования. Продолжалось открытие новых кафедр, в 1995 году их стало 84, в 2005 году — 87, численность обучающихся возросла до 26 тыс. в год.

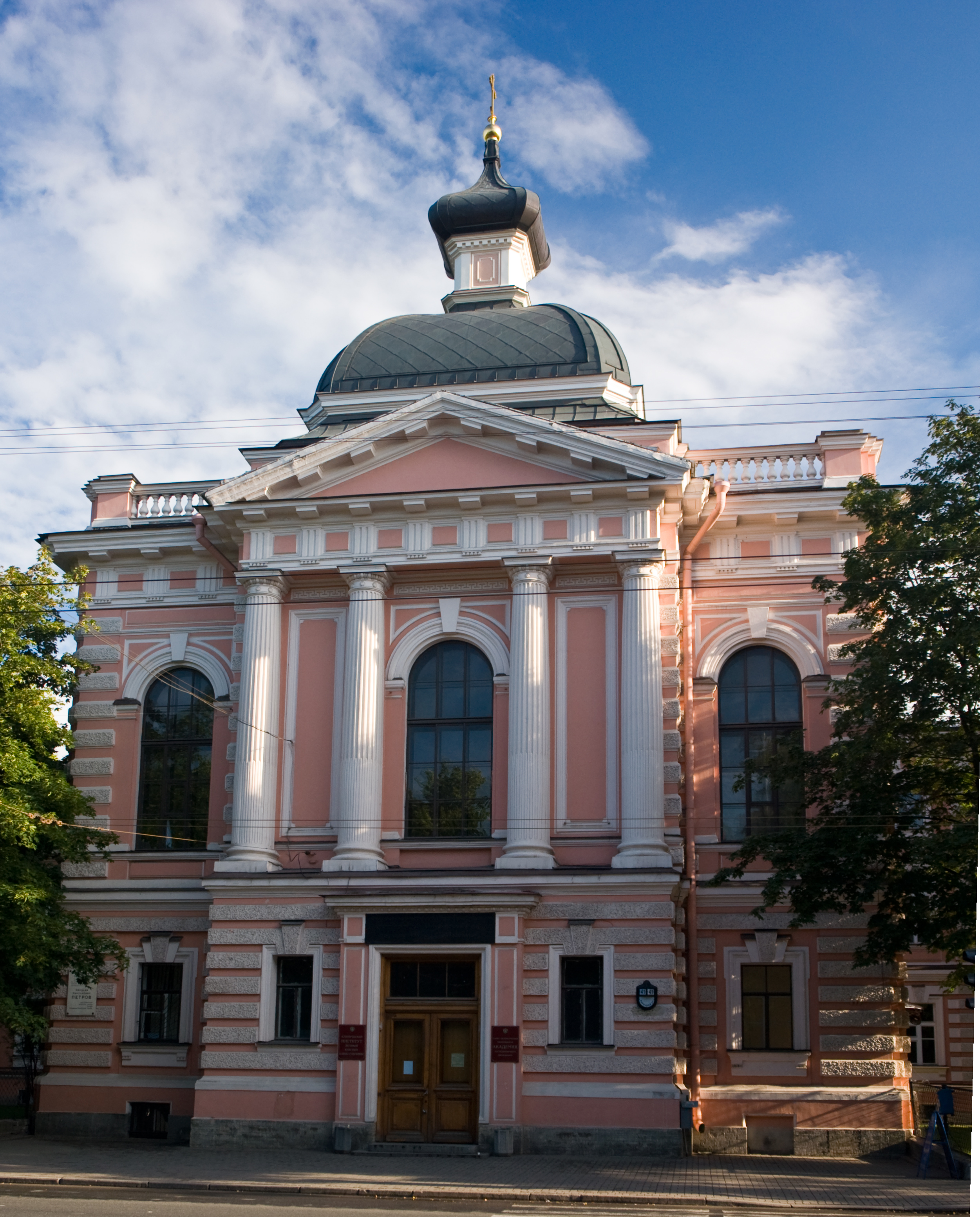
Медицинская академия последипломного образования

## Статистика
В СПбМАПО существовало три основных направления деятельности:
- образовательная деятельность: 6 факультетов, 80 кафедр, клиническая интернатура и ординатура — 1600 специалистов из России, ближнего и дальнего Зарубежья ежегодно проходят обучение в СПбМАПО, циклы повышения квалификации посещают 30000 слушателей ежегодно; также применяется современная система дистанционного образования.
- лечебная деятельность: клиника на 415 коек — где предоставляется медицинская помощь 7000 пациентам в год, 12 клинических отделений, поликлинические отделения — 300 000 посещений пациентами ежегодно; оказывается высокотехнологичная медицинская помощь.
- научная деятельность: два научно-исследовательских института НИИ медицинской микологии им. П. Н. Кашкина, НИИ эндокринологии, шесть диссертационных советов, аспирантура и докторантура, пятилетняя комплексная плановая научно-исследовательская работа.

На момент переформирования в СПбМАПО работало более трёх тысяч сотрудников, в числе которых: 2 — Академика РАМН, 6 — членов-корреспондентов РАМН, заслуженных деятелей науки РФ — 8, заслуженных врачей РФ — 19, заслуженных работников высшей школы РФ — 6, заслуженных работников здравоохранения РФ — 5, профессоров — 209, докторов наук — 346.
Основными клиническими подразделениями СПбМАПО являлись:
- Клинико-диагностический центр СПбМАПО
- Медико-профилактический центр СПбМАПО
- Офтальмологическая клиника СПбМАПО
- Микологическая клиника СПбМАПО
- Центр семейной медицины СПбМАПО
- Практическая стоматология СПбМАПО

## Храм академии
Почти через 2 года после начала строительства здания Клинического института, 16 мая 1880 года, архитектор Р. А. Гёдике представил в комиссию по постройке института планы на устройство церкви, составленные им по поручению покровительницы института Великой княгини Екатерины Михайловны. Однако работы по оборудованию церкви начались лишь три года спустя, после окончания отделочных работ в главном корпусе. К 1 сентября 1883 года было завершено возведение купола, установлены и вызолочены главка и крест, а также закончена роспись стен и потолка.
После окончания этих работ комиссия по постройке института направила митрополиту Новгородскому и Санкт-Петербургскому Исидору ходатайство об открытии церкви. Митрополит в свою очередь обратился с соответствующим представлением в Святейший Синод, решением которого устройство церкви было санкционировано. Митрополит Исидор направил представление в синод 27 октября 1884 года, а уже 2 ноября состоялось решение синода по этому вопросу.
Домовый храм был назван именем святой покровительницы Великой княгини Елены Павловны — святой Равноапостольной царицы Елены.
Роспись церкви выполнена известным декоратором С. И. Садиковым и была закончена к концу 1883 года. 1 сентября 1884 года был установлен двухъярусный иконостас, изготовленный в мастерской И. Шредера по проекту главного архитектора института Р. А. Гёдике, а через 2 месяца — 1 ноября того же года — в иконостас были поставлены образа, написанные художником Н. Д. Кузнецовым.
В июле 1884 года в звоннице были установлены 6 медных колоколов. В январе 1885 года установлен запрестольный образ. Некоторые объекты в церкви были выполнены в мраморе и лепке мастерами Г. Ботто и В. Д. Репиным, однако установить, что именно — до настоящего времени не удалось. Церковь была освящена после торжественного открытия института, состоявшегося 21 мая (2 июня) 1885 года в день тезоименитства Великой княгини Елены Павловны. Однако работы по благоустройству храма продолжались и после этого события. Штат церкви состоял из 3 человек. Настоятелем был протоиерей Н. Н. Сперанский, которого в 1917 году сменил протоиерей Н. Н. Писаревский, псаломщиком был Ф. В. Кудрявцев, а церковными старостами — С. А. Варгунин и К. Л. Львов.
Храм функционировал до 1919 года. 25 марта 1919 года он был закрыт и через 4 года — ликвидирован. В начале 1930-х годов был снесён купол, возвышавшийся над главным зданием. В помещении храма была размещена фундаментальная библиотека института, которая находились там до 1998 года.
В марте 1998 года учёный совет Академии принял решение о восстановлении церкви. Основные восстановительные работы были закончены к марту 1999 года. Одновременно шли работы по изготовлению икон, для которых была приглашена художник Е. И. Завалий. К моменту освящения храма ею были выполнены образа Богоматери Одигитрии в окружении святых, Спаса на троне с предстоящими Богоматерью и Иоанном Предтечей, святых Елены и Константина, архангелов Михаила и Гавриила, которые размещены в нижнем ряду иконостаса, а также иконы «Честный животворящий крест» и «Воздвижение креста». Царские врата, на которых изображено Благовещение Пресвятой Богородицы выполнены художниками Н. Г. и Н. А. Богдановыми.
Все представленные работы выполнены на левкасах в технике яичной темперы. В составлении колеров использованы только натуральные пигменты, аналогичные тем, которыми пользовались древнерусские иконописцы. Это киноварь, азурит, лазурит, охры, вивианит, глауконит и многие другие. Операции по золочению и выполнению ассиста (узорной золотой разделки одежд) также выполнены по традиционным древнерусским технологиям. Законченные иконы покрыты олифой, которая придаёт краскам яркость, а также предохраняет живопись от влияния окружающей среды. В дальнейшем предполагается написание запрестольных икон и других образов.
13 мая 1999 года Указом управляющего Санкт-Петербургской епархией митрополита Санкт-Петербургского и Ладожского Владимира настоятелем храма определён протоиерей Александр Александрович Прокофьев. Отец Александр ещё до назначения на должность оказывал содействие в оснащении храма церковным оборудованием. 3 июня 1999 года храм был освящён. В храме совершаются Божественная литургия, молебны, крещения, венчания, панихиды, отпевания.
Домовый храм Академии — единственный в лечебных учреждениях, возрождённый на своем историческом месте в Санкт-Петербурге.

## Ректоры академии
Директоры института
1. Эйхвальд, Эдуард Эдуардович (1885—1889))
2. Афанасьев Михаил Иванович (1889—1893)
3. Склифосовский, Николай Васильевич (1893—1893)
4. Тилинг, Густав Фердинандович (1893—1910)
5. Долганов, Владимир Николаевич (1910—1920)
6. Бруштейн, Сергей Александрович (1920—1930)
7. Имянитов, Михаил Герасимович (1930—1936)
8. Розин, Борис Евсеевич (1936—1937)
9. Ромашов Ф. В. (1937—1938)
10. Виноградов, Николай Аркадьевич (1938—1940)
11. Вайнберг, Илья Саулович (1940—1945)
12. Знаменский, Георгий Андреевич (1945—1951)
13. Мищук, Николай Николаевич (1951—1954)
14. Блинов Николай Иванович (1954—1959)
15. Кисилёв, Анатолий Ефимович (1959—1961)

Ректоры института
1. Поликарпов, Сергей Николаевич (1961—1964)
2. Майнстрах, Евгений Владимирович (1965—1974)
3. Кашкин, Кирилл Павлович (1974—1979)
4. Симбирцев, Семён Александрович (1979—1995)

Ректоры академии
1. Беляков, Николай Алексеевич (1995—2007)
2. и. о. ректора Хурцилава Отари Гивиевич (с 2007, последний)

## Издания СПбМАПО
С 2000 года в СПбМАПО издаётся ежемесячная газета «Вестник МАПО».
С 2009 года издавался научный журнал «Вестник Санкт-Петербургской медицинской академии последипломного образования».

## Администрация академии
- И. о. ректора СПбМАПО, доктор медицинских наук — О. Г. Хурцилава.
- Проректор по клинической работе, заслуженный деятель науки РФ, академик. РАМН, д. м. н. профессор, главный терапевт комитета по здравоохранению СПб В. И. Мазуров.
- Проректор по учебной работе, доктор медицинских наук, профессор, главный ревматолог комитета по здравоохранению СПб А. М. Лила.
- Проректор по научной работе, доктор медицинских наук, профессор Силин Алексей Викторович.
- Проректор по административно-хозяйственной работе Коровченко Павел Владиславович.